# قائد سلاح الجو الملكي في السعودية
{{معلومات منصب رسمي
|المنصب = قائد القوات الجوية السعودية
| عضو في = الدائرة العسكرية السعودية
| حامل اللقب = سمو الفريق الركن تركي بن بندر
| الموقع الإلكتروني = قائد القوات الجوية الملكية السعودية و هو القائد الأعلى في القوات الجوية الملكية السعودية. حيث يتم تعينه بناءً على أمر ملكي بذلك. تغير الاسم عدة مرات بسبب التطور والتوسع المضطرد في القوات الجوية.

## القادة
مدير سلاح الطيران
1. النقيب عبد الله المنديلي
2. الرائد راشد الصالح
3. اللواء إبراهيم الطاسان (1950-1959)

مدير عام سلاح الطيران
1. الفريق ركن أسعد عبد العزيز الزهير (1959-1966) المرة الأولى (بالوكالة) [2]
2. اللواء ركن هاشم سعيد هاشم (1966-1972)

قائد القوات الجوية الملكية السعودية
| الترتيب | الاسم                                                   | استلم المنصب   | ترك المنصب     | المدة     | المصادر     |
| ------- | ------------------------------------------------------- | -------------- | -------------- | --------- | ----------- |
| 1       | أسعد عبد العزيز الزهير                                  | 1972           | 1 يناير 1980   | 7-8 سنوات | [ 3 ]       |
| 2       | الفريق الركن محمد صبري سليمان                           | 1 يناير 1980   | 1984           | 3-4 سنوات | [ 3 ]       |
| 3       | الفريق الركن عبد الله عبد العزيز الحمدان                | 1984           | 1987           | 2-3 سنوات | [ 3 ]       |
| 4       | الفريق ركن أحمد إبراهيم البحيري                         | 1987           | مارس 1996      | 8-9 سنوات | [ 3 ]       |
| 5       | الفريق ركن عبد العزيز بن محمد هنيدي                     | مارس 1996      | 4 أبريل 2004   | 8 سنوات   | [ 3 ]       |
| 6       | صاحب السمو الملكي الفريق الركن عبد الرحمن بن فهد الفيصل | 4 أبريل 2004   | 16 يونيو 2010  | 6 سنوات   | [ 3 ]       |
| 7       | الفريق ركن محمد بن عبد الله العايش                      | 16 يونيو 2010  | 10 مايو 2013   | سنتين     | [ 3 ]       |
| 8       | الفريق ركن فياض بن حامد الرويلي                         | 10 مايو 2013   | 14 مايو 2014   | سنة واحدة | [ 3 ]       |
| 9       | الفريق الركن محمد بن أحمد الشعلان                       | 14 مايو 2014   | 10 يونيو 2015  |           | [ 3 ] [ 4 ] |
| 10      | اللواء ركن محمد بن صالح العتيبي                         | 10 يونيو 2015  | 26 فبراير 2018 |           | [ 3 ]       |
| 11      | الفريق الركن تركي بن بندر بن عبد العزيز آل سعود         | 26 فبراير 2018 | حتى الآن       |           | [ 3 ]       |